# Ctenicera sincerus
Ctenicera sincerus là một loài bọ cánh cứng trong họ Elateridae. Loài này được Zhang Junfeng miêu tả khoa học năm 1994.